# Altbasun
Altbasun (alttrombon) är en trombon i altläge.